# Alberto Guzik
Alberto Guzik (ur. 6 czerwca 1944 w São Paulo, zm. 26 czerwca 2010 tamże) – brazylijski aktor, reżyser, nauczyciel, krytyk teatralny. Felietonista Ultima Hora i Jornal da Tarde.

## Życiorys
Pochodził z rodziny o polskich korzeniach. Po raz pierwszy wystąpił na scenie mając pięć lat, rozpoczął wówczas naukę w szkole teatralnej "Teatro Escola São Paulo" prowadzonej przez Juliusa Gouvea i Tatianę Belinky i został wybrany do obsady sztuki Piotruś Pan. Od 1964 do 1966 studiował w EAD Escola de Arte Dramática. Jako dorosły aktor debiutował w 1967 w inscenizacji Procesu Franza Kafki. Jego występ został dobrze przyjęty przez krytyków. W 1971 został recenzentem teatralnym, w latach 1974-1978 publikował je na łamach „Ultima Hora” a od 1978 do 1981 w „Istoe”. W 1982 ukończył szkołę komunikacji i sztuki teatralnej na Uniwersytecie w São Paulo. Od 1995 skupił się na twórczości literackiej, ogółem napisał sześć zbiorów opowiadań.

## Praca pedagogiczna
Od 1968 do 1978 uczył teatrologii w EAD Escola de Arte Dramática i równolegle od 1969 do 1980 w ETO/USP. W 1978 rozpoczął roczną pracę w Wyższej Szkole Teatralnej Macunaima.

## Twórczość
- Risco de Vida (1995);
- O que é ser rio, e correr;
- TBC: crônica de um sonho (1986);
- Um Deus cruel (1997);
- Errado (2001);
- Paulo Autran: um homem no palco (1998).